# Lust for a Live
Albums de Matmatah
Rebelote
(2001) Archie Kramer
(2004)
Lust for a Live est un album live du groupe breton Matmatah. Son titre fait référence à la chanson d'Iggy Pop Lust for Life. Il contient des titres des deux premiers albums albums du groupe, ainsi qu'une reprise d'Eddy Mitchell (Toujours un coin qui me rappelle) et un titre présent dans le single Emma (When I Get a Little Bit Drunk).
L'année suivante, le groupe publie le DVD Piste Off comportant le concert du 30 novembre 2001 à Saint-Quentin reprenant une grande partie des titres de l'album (seule la reprise Toujours un coin qui me rappelle est remplacée par The Grave Digger), ainsi qu'un documentaire montrant le groupe sur la route et les clips inédits de Sushi Bar et Toujours un coin qui me rappelle, dont la version studio de la chanson restera inédite jusqu'à la compilation Antaology en 2015.

## Pistes de l'album
1. Crève les yeux
2. Boeing Down
3. Quelques sourires
4. Toujours un coin qui me rappelle
5. Emma
6. Sushi Bar
7. Lambé An Dro
8. Petite mort
9. When I Get a Little Bit Drunk
10. Derrière ton dos
11. L'apologie
12. Out